# Người châu Âu ở Trung Quốc thời Trung Cổ

Lăng mộ năm 1342 của Katarina Vilioni, thành viên của một gia đình thương gia người Ý ở Dương Châu

Dựa trên bằng chứng văn bản và khảo cổ học, người ta tin rằng hàng nghìn người châu Âu đã sống ở Đế quốc Nguyên Mông trong suốt thời kỳ cai trị của người Mông Cổ. Những người đó xuất thân từ các quốc gia theo Kitô giáo trong suốt thời Trung kỳ Trung Cổ và Hậu kỳ Trung Cổ. Họ đến Trung Quốc để buôn bán, thực hiện công việc truyền đạo Cơ-đốc, hoặc sinh sống tại đây. Điều này diễn ra chủ yếu trong nửa sau thế kỷ 13 và nửa đầu thế kỷ 14, trùng với thời kỳ thống trị của Đế quốc Mông Cổ. Đế quốc Mông Cổ lúc bấy giờ thống trị phần lớn lục địa Á-Âu và kết nối châu Âu với sự thống trị Trung Quốc của triều đại nhà Nguyên (1271 – 1368). Trong thời kỳ Trung Cổ, Đế quốc Đông La Mã nằm giữa Hy Lạp và Tiểu Á duy trì quan hệ giao thiệp ít ỏi với nhà Đường, nhà Tống và nhà Minh ở Trung Quốc. Còn Giáo hoàng La Mã thì cử một số nhà truyền giáo cùng với sứ giả đến Đế quốc Mông Cổ thời kỳ đầu, cũng như thủ đô Khanbaliq (Bắc Kinh ngày nay) của nhà Nguyên do người Mông Cổ lãnh đạo. Sự giao lưu với phương Tây về trước chỉ bắt đầu từ những tương tác hiếm hoi giữa Trung Quốc thời Nhà Hán với Hy Lạp thời kỳ Hy Lạp hóa và La Mã cổ đại.
Các nhà truyền giáo và thương nhân châu Âu thời kỳ này chủ yếu sinh sống tại những nơi như thủ đô Karakorum của Mông Cổ. Họ đã đi khắp vương quốc Mông Cổ trong khoảng thời gian mà các nhà sử học gọi là "Pax Mongolica". Có lẽ hệ quả chính trị quan trọng nhất của cuộc di dân và sự gia tăng hoạt động thương mại này là sự ra đời của Liên minh Frank-Mông Cổ. Dù vậy, liên minh này không hoàn toàn được hiện thực hóa, ít nhất là không có tính bền vững. Việc Nhà Minh thành lập vào năm 1368 và sự tái thiết lập quyền cai trị của người Hán bản địa đã khiến các nhà buôn châu Âu và nhà truyền giáo Công giáo La Mã dừng sinh sống ở Trung Quốc. Mối liên lạc trực tiếp giữa châu Âu với Trung Quốc ngừng tiếp tục cho đến khi những nhà thám hiểm Bồ Đào Nha cùng với các nhà truyền giáo Dòng Tên cập bến bờ biển phía nam Trung Quốc thời Nhà Minh vào thập niên 1510, thời đại của phát kiến địa lý.
Thương gia người Ý Marco Polo, và trước đó là cha ông, Niccolò Polo cùng với người chú Maffeo Polo đều du hành đến Trung Quốc trong thời kỳ Mông Cổ cai trị. Marco Polo đã viết một quyển du ký nổi tiếng kể lại hành trình của mình đến nơi đây. Tu sĩ dòng Phan Sinh Odorico Mattiussi và thương nhân Francesco di Balduccio cũng viết lại nhật ký hành trình. Soạn giả John Mandeville từng viết về chuyến đi của mình đến Trung Quốc nhưng có thể chỉ đơn thuần dựa trên những báo cáo từ trước. Tại Khanbaliq, Giovanni da Montecorvino đã thành lập tổng giáo phận Công giáo La Mã, người kế vị ông sau này là Giovanni de Marignolli. Nhiều người châu Âu khác như André de Longjumeau có tìm cách đến vùng biên giới phía đông Trung Quốc trong các chuyến công du ngoại giao tới triều đình Mông Cổ. Một số khác như Giovanni da Pian del Carpine, Benedykt Polak và Willem van Rubroeck lại trực tiếp đến Mông Cổ thay vào đó. Người Duy Ngô Nhĩ theo Cảnh giáo tên Rabban Bar Sauma là nhà ngoại giao đầu tiên từ Trung Quốc đến cung điện hoàng gia của các nước theo đạo Kitô ở phương Tây.

## Bối cảnh

### Hy Lạp thời kỳ Hy Lạp hóa
Trước thế kỷ 13 Công nguyên, trường hợp người châu Âu đến Trung Quốc hoặc người Trung Quốc đến châu Âu là rất hiếm. Trong thế kỷ 3 trước Công nguyên, vua Euthydemos I của Vương quốc Hy Lạp-Bactria ở Trung Á đã tiến hành một cuộc viễn chinh tới khu vực Lòng chảo Tarim (ngày nay là khu vực Tân Cương, Trung Quốc) để tìm kiếm kim loại quý. Ảnh hưởng của người Hy Lạp đến tận vùng viễn đông như tại khu vực Lòng chảo Tarim vào thời điểm này dường như còn được xác nhận qua việc phát hiện ra tấm thảm thêu Sampul. Tấm thảm len treo tường này được trang trí bằng bức họa vẽ một người lính mắt xanh và có khả năng là người Hy Lạp cùng với hình ảnh một nhân mã đang nhảy chồm lên. Đó là mô típ Hy Lạp hóa thường thấy lấy cảm hứng từ thần thoại Hy Lạp. Tuy nhiên, người ta cũng biết rằng những dân tộc Ấn-Âu khác như Nguyệt Chi, Saka và Tochari đều sinh sống tại Tây Vực trước và sau khi bị ảnh hưởng bởi người Hán trong suốt thời kỳ Hán Vũ Đế trị vì (khoảng 141 – 87 TCN). Sứ giả của Hán Vũ Đế là Trương Khiên (mất năm 113 TCN) được cử đi Tây Vực liên minh với người Nguyệt Chi chống Hung Nô nhưng không thành công. Dù vậy, ông vẫn mang về những báo cáo tận mắt chứng kiến về di sản của nền văn minh Hy Lạp hóa trong chuyến đi đến "Đại Uyên" thuộc Thung lũng Fergana. Thủ đô của quốc gia này là Alexandria Eschate. Ngoài ra, ông còn đến "Đại Hạ" thuộc Bactria, ngày nay là Afghanistan và Tajikistan. Sau này, người Hán chiếm được Đại Uyên trong chiến tranh Hán – Đại Uyên. Có nguồn ý kiến cho rằng Đội quân đất nung (các tác phẩm điêu khắc mô tả đội quân của Tần Thủy Hoàng, Hoàng đế đầu tiên của Trung Quốc; có niên đại khoảng 210 trước Công nguyên) ở vùng Tây An, tỉnh Thiểm Tây lấy cảm hứng từ nghệ thuật điêu khắc Hy Lạp. Giả thuyết này đã gây ra một số tranh cãi.
Tại nghĩa trang của Sampul cách Hòa Điền (nay thuộc huyện Phổ Lạc, Hòa Điền, Tân Cương) khoảng 14 km, người dân địa phương thường chôn cất người chết từ khoảng năm 217 TCN đến 283 CN. Kết quả phân tích DNA ty thể của hài cốt người đã tiết lộ mối quan hệ di truyền với dân tộc đến từ vùng Kavkaz. Cụ thể là dòng dõi bên ngoại của thi hài có liên hệ với người Ossetia và người Iran, cũng như dòng dõi bên nội có gốc Đông-Địa Trung Hải. Mối liên hệ này dường như được củng cố bởi những ghi chép lịch sử. Alexandros Đại đế đã kết hôn một phụ nữ Sogdiana tên là Roxana và khuyến khích binh lính cũng như tướng lĩnh cưới phụ nữ địa phương làm vợ. Hệ quả là những vị vua sau này của Đế quốc Seleukos và Vương quốc Hy Lạp-Bactria đều có gốc gác Ba Tư-Hy Lạp.

### La Mã cổ đại
Bắt đầu từ thời Augustus (27 TCN - 14 CN), soạn giả người La Mã Gaius Plinius Secundus đã đề cập đến mối liên hệ với người Seres, người mà họ xác định là thợ sản xuất lụa từ vùng Đông Á xa xôi. Họ có thể là người Trung Quốc hoặc thậm chí là nhóm người trung gian nào thuộc nhiều sắc tộc khác nhau dọc theo Con đường tơ lụa Trung Á và Tây bắc Trung Quốc. Vị tướng Tây Vực Đô hộ phủ thời Đông Hán là Ban Siêu đã từng khám phá Trung Á. Vào năm 97 TCN, ông phái sứ giả Cam Anh đến Đại Tần (tức Đế quốc La Mã). Tuy nhiên, Cam không thể đi xa hơn "bờ biển phía tây" (có thể là Đông Địa Trung Hải) vì nhà cầm quyền Đế quốc Parthia khuyên can ông không nên mạo hiểm đến đó. Dẫu vậy, ông vẫn viết báo cáo chi tiết về Đế quốc La Mã, thành bang, mạng lưới bưu chính và hệ thống lãnh sự của chính phủ để trình lên triều đình Nhà Hán.
Sau đó, có một loạt đại sứ quán La Mã ở Trung Quốc kéo dài từ thế kỷ 2 đến thế kỷ 3 CN, như các nguồn tài liệu Trung Quốc ghi lại. Vào năm 166 CN, Hậu Hán thư ghi chép rằng nhóm người La Mã từ đường biển phía nam đến Trung Quốc và tặng quà cho triều đình Hán Hoàn Đế (khoảng 146 – 168 CN). Nhóm người này tuyên bố họ là đại diện hoàng đế La Mã Marcus Aurelius Antoninus (khoảng 161 – 180 CN). Có suy đoán rằng họ là thương nhân La Mã thay vì là nhà ngoại giao chính thức.
Ít nhất, bằng chứng khảo cổ học ủng hộ tuyên bố trong Ngụy lược và Lương thư rằng các thương nhân La Mã có hoạt động ở Đông Nam Á. Hay nói cách khác là tuyên bố của đại sứ quán của họ đến Trung Quốc đều thông qua Giao Chỉ, quận mà Trung Quốc lúc bấy giờ kiểm soát ở miền bắc Việt Nam. Huy chương vàng La Mã từ thời Antoninus Pius và Marcus Aurelius trị vì được tìm thấy ở Óc Eo (gần Thành phố Hồ Chí Minh), lãnh thổ Vương quốc Phù Nam giáp với Giao Chỉ. Dấu hiệu về hoạt động thậm chí còn sớm hơn là từ một món đồ dùng thủy tinh của La Mã thời Cộng hòa được khai quật trong một ngôi mộ Tây Hán ở Quảng Châu (bên bờ Biển Đông), có niên đại vào đầu thế kỷ 1 TCN. Ngoài ra, hàng hóa vùng Địa Trung Hải còn có thể tìm thấy ở Thái Lan, Indonesia và Malaysia. Nhà địa lý học gốc Hy Lạp-La Mã Claudius Ptolemaeus đã viết trong cuốn Geōgraphikḕ Hyphḗgēsis rằng bên ngoài Bán đảo Hoàng kim (cách gọi của người Hy Lạp và La Mã dành cho Bán đảo Mã Lai) có một thành phố cảng tên là Kattigara do một thủy thủ Hy Lạp tên Alexander phát hiện ra. Nhà địa lý học Ferdinand von Richthofen cho rằng địa điểm này là Hà Nội thời Bắc thuộc, nhưng bằng chứng khảo cổ học chứng minh nó có thể là Óc Eo.
Nhóm nghệ sĩ biểu diễn mà vị vua Miến Điện giới thiệu đến Hán An Đế vào năm 120 CN có khả năng là người Hy Lạp, vì những người này tự nhận họ đến từ "vùng biển phía tây" (tức Ai Cập thuộc La Mã, mà Hậu Hán thư cho là có liên quan đến Đế quốc "Đại Tần"). Những đế quốc châu Á lúc bấy giờ bao gồm Parthia và Quý Sương cũng tuyển dụng cư dân Hy Lạp hoạt động ở lĩnh vực giải trí như nhạc sĩ và vận động viên tranh tài trong các cuộc thi thể thao.

### Đế quốc Đông La Mã

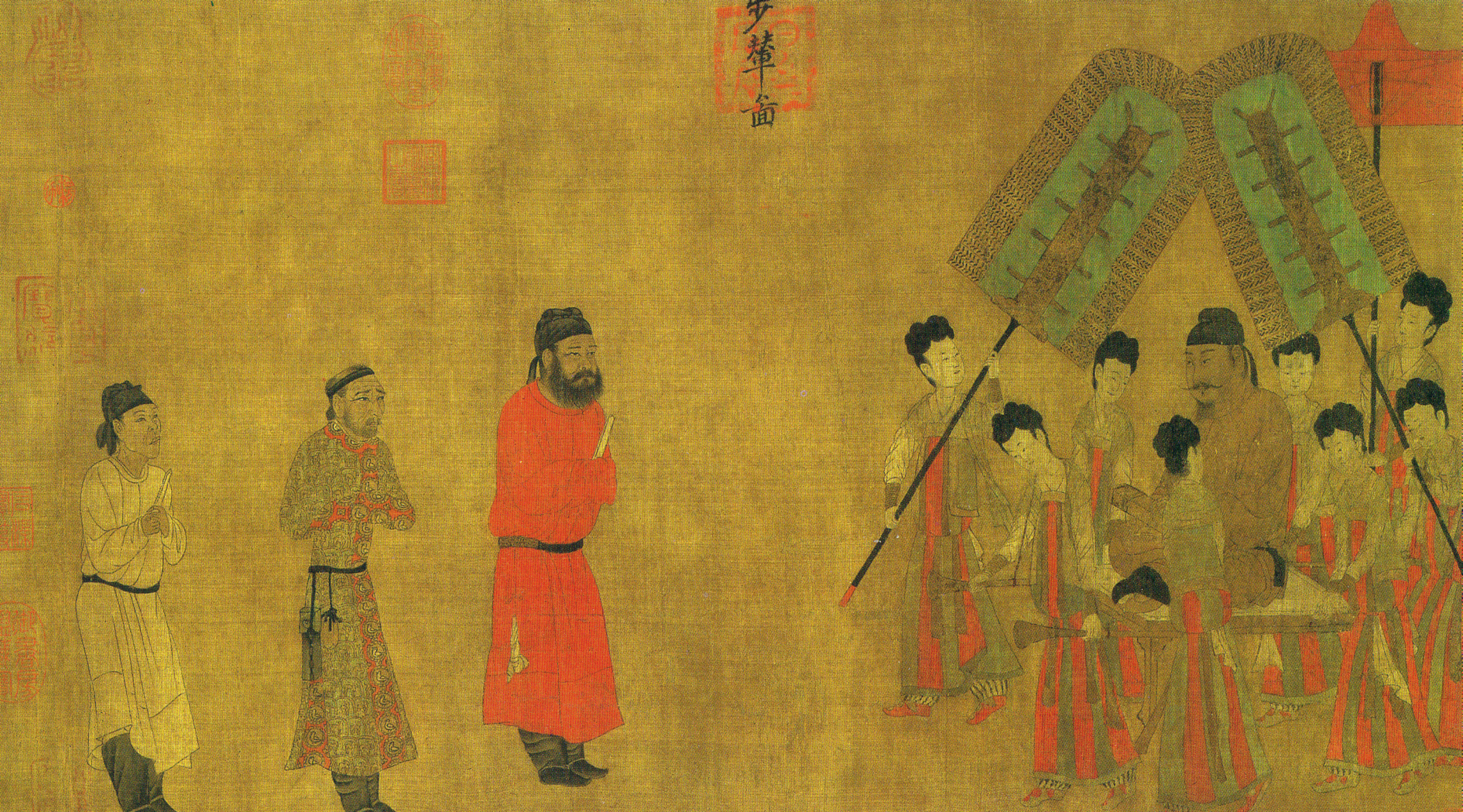
Bức họa của Diêm Lập Bản (600–673) thể hiện sứ giả Thổ Phồn là Lộc Đông Tán (trái) đến yết kiến Đường Thái Tông (phải)

Nhà sử học Đông La Mã Procopius Caesariensis khẳng định rằng 2 tu sĩ Kitô giáo Nestorius là người khám phá ra cách làm lụa. Theo như tuyên bố này thì các tu sĩ được Hoàng đế Đông La Mã Justinianus I (trị vì 527 – 565) cử đi làm do thám trên Con đường Tơ lụa. Họ đi từ Constantinopolis đến Trung Quốc để ăn trộm trứng tằm. Kể từ đó, vùng Địa Trung Hải có nghề sản xuất lụa, đặc biệt phát triển ở Thrace, phía bắc Hy Lạp. Đông La Mã qua đó cũng trở thành đế quốc độc quyền sản xuất lụa ở châu Âu thời Trung Cổ cho đến khi mất đi lãnh thổ ở Nam Ý. Dưới thời Heraclius trị vì (khoảng 610 – 641), nhà sử học Theophylactus Simocattus cũng viết thông tin tiết lộ về địa lý Trung Quốc, về thủ phủ Khubdan của quốc gia (tiếng Turk cổ: Khumdan, tức Trường An), về danh hiệu Taisson để gọi người cai trị lúc bấy giờ có nghĩa là "Con Trời" (tiếng Trung: 天子 Thiên tử, mặc dù danh hiệu này có thể bắt nguồn từ miến hiệu của Đường Thái Tông). Ông còn chỉ ra một cách chính xác về sự hợp nhất của Nhà Tùy (581 – 618) với Nhà Đường, xảy ra vào thời Mauricius trị vì. Đồng thời còn lưu ý rằng Trung Quốc từng bị chia rẽ chính trị dọc theo bờ sông Trường Giang do cuộc chiến tranh Nam–Bắc triều.
Cựu Đường thư và Tân Đường thư đề cập đến một số sứ quán do Fu lin (拂菻; tức Đông La Mã) lập ra, mà họ thường gộp chung với Đại Tần (tức Đế quốc La Mã). Quan hệ ngoại giao giữa Trung Quốc và Đông La Mã bắt đầu vào năm 643 khi vua Ba Đa Lực (tức Konstans II) cử sứ giả đến biếu Đường Thái Tông những món quà, chẳng hạn như thủy tinh đỏ. Hai sử ký kể trên cũng cung cấp những mô tả ngắn gọn về Constatinopolis, về bức tường thành của nó, về việc nó bị quân Đại Tự (tức Khalifah Umayyad) vây hãm và về chuyện tướng địch "Ma Duệ" (tức Muawiyah I, thống đốc của Syria trước khi trở thành khalifah) bắt Đông La Mã phải cống nạp. Dựa trên các ghi chép của Trung Quốc, người ta biết rằng Mikhael VII Doukas (tiếng Trung: 滅力沙靈改撒 Diệt Lực Sa Linh Cải Tản) ở Fu lin từng cử một phái đoàn ngoại giao đến yết kiến Tống Thần Tông vào năm 1081. Một vài người Trung Quốc dưới thời Tống tỏ ra quan tâm đến các quốc gia phương Tây. Lấy ví dụ như thanh tra hải quan ở Tuyền Châu vào thế kỷ 13 tên là Triệu Nhữ Quát đã mô tả về ngọn hải đăng Alexandria trong cuốn Chư phiên chí.

## Thương nhân

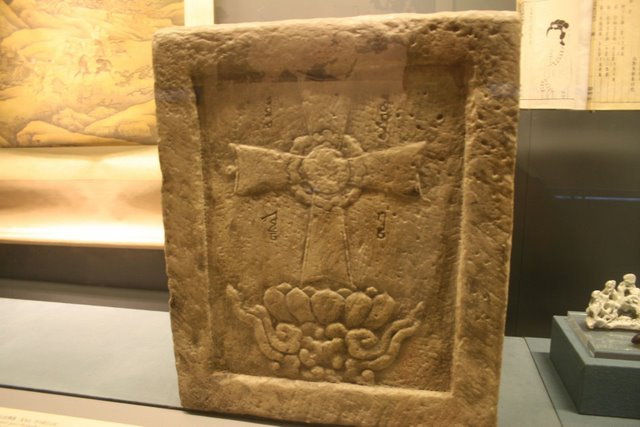
Hình vẽ khắc trên đá của Trung Quốc thể hiện Thập giá Cảnh giáo lấy từ một tu viện ở quận Phòng Sơn thuộc Bắc Kinh (xưa được gọi là Đại Đô hoặc Khanbaliq) thời Nhà Nguyên

Theo cuốn sách Kitāb al-Masālik wa-l-Mamālik (thế kỷ 9) của Ibn Khordadbeh thì Trung Quốc là điểm đến của những người Do Thái Radhani muốn mua bé trai, phụ nữ làm nô lệ và hoạn quan từ thương nhân châu Âu. Vào thời Tống cũng có một cộng đồng người Do Thái sống ở Khai Phong. Trong thế kỷ 12, du hành giả người Do Thái Benjamín de Tudela (sinh ra ở Navarre) cũng ghi lại những miêu tả sống động về châu Âu, châu Á và châu Phi trước Marco Polo cả trăm năm trong cuốn Masa'ot Binyamin.
Marco Polo là thương gia sinh ra vào thế kỷ 13 ở Cộng hòa Venezia. Trong cuốn Marco Polo du ký, ông mô tả chuyến du hành của mình đến Trung Quốc thời Nhà Nguyên và triều đình hoàng đế Mông Cổ Hốt Tất Liệt, cùng với đó là hành trình từ trước của cha và chú ruột (Niccolò Polo và Maffeo Polo). Ghi chép này bắt nguồn từ câu chuyện mà Polo kể cho bạn tù Rustichello da Pisa nghe vào khoảng năm 1298, năm mà họ ở chung buồng giam tại Genova sau khi bị bắt trong trận Curzola. Trên chuyến trở về Ba Tư từ Trung Quốc (khởi hành từ Cảng Tuyền Châu vào năm 1291), Marco Polo nói rằng ông từng tháp tùng công chúa Mông Cổ Khoát Khoát Chân trong cuộc hôn nhân sắp đặt giữa bà với A Lỗ Hồn, người cai trị của Hãn quốc Y Nhi. Tuy nhiên, cuối cùng bà lại kết hôn với con trai A Lỗ Hồn là Hợp Tán thay vào đó vì người cha qua đời đột ngột. Mặc dù Polo hoàn toàn không có sự hiện diện nhưng câu chuyện của ông sau này vẫn được nhà sử học Ba Tư Rashid al-Din Hamadani chứng thực trong quyển Jami' al-tawarikh.
Marco Polo diễn tả chính xác đặc điểm địa lý ở những địa danh Trung Quốc như Đại Vận Hà. Việc ông mô tả chi tiết và chính xác về nghề làm muối chứng tỏ ông thực sự từng ở Trung Quốc. Marco thuật lại những giếng muối và những ngọn đồi có thể khai thác muối, khả năng cao là ở Vân Nam. Ông còn báo cáo rằng tại dãy núi này, "những kẻ thảo khấu... sử dụng muối [làm tiền tệ] thay vì dùng tiền giấy của Hãn... Chúng chưng cất muối và đúc thành khối..." Polo cũng nhận xét cách mà người Trung Quốc đốt hình nộm bằng giấy có dáng nô tỳ nam và nô tỳ nữ, lạc đà, ngựa, bộ trang phục và áo giáp khi hỏa táng người chết trong nghi thức tang lễ.
Khi đến thăm Trấn Giang ở Giang Tô, Marco Polo đề cập đến những nhà thờ Kitô giáo được xây dựng ở đó. Một văn bản Trung Quốc vào thế kỷ 14 đã chứng thực cho tuyên bố của ông khi giải thích cách mà Mar-Sargis, một người Sogdiana đến từ Samarkand thành lập 6 nhà thờ Cảnh giáo tại nơi mà Polo tới, đồng thời xây dựng một nhà thờ ở Hàng Châu trong nửa sau thế kỷ 13. Cảnh giáo đã từng tồn tại ở Trung Quốc thời Nhà Đường (618 – 907) khi một tu sĩ Ba Tư tên Alopen (tiếng Trung: 阿羅本 A La Bổn) đến kinh đô Trường An để kêu gọi cải đạo vào năm 653. Điều này được mô tả trong bản khắc song ngữ tiếng Trung và tiếng Syriac ở Trường An (nay là Tây An), có niên đại vào năm 781.
Vào khoảng năm 1340, một thương nhân đến từ Firenze là Francesco di Balduccio đã biên soạn cuốn sách hướng dẫn về giao thương ở Trung Quốc. Ghi chép của ông đề cập đến quy mô của Khanbaliq (tức Bắc Kinh ngày nay) và cách các thương gia đổi bạc lấy tiền giấy để mua xa xỉ phẩm như lụa. Soạn giả người Anh thế kỷ 14 John Mandeville tuyên bố là từng sống ở Trung Quốc và thậm chí còn có thời gian phục vụ cho triều đình Mông Cổ. Tuy nhiên, một số phần trong ghi chép của John bị các học giả hiện đại cho là không chính xác. Vài người còn phỏng đoán rằng ông chỉ đơn giản là bịa ra những câu chuyện dựa trên tài liệu viết về Trung Quốc của các tác giả khác như Odorico Mattiussi. Marco Polo có đề cập đến sự hiện diện đông đúc của người Ý gốc Genova tại Tabriz (nay thuộc Iran), một thành phố mà ông trở về từ Trung Quốc thông qua eo biển Hormuz vào năm 1293 – 1294. Tu sĩ dòng Phan Sinh người Ý Giovanni da Montecorvino thì bắt đầu hành trình ngược lại vào năm 1291. Ông khởi hành từ Tabriz đến Ormus, rồi từ đó dong buồm đến Trung Quốc cùng với thương gia đồng hương Pietro de Lucalongo. Trong khi Montecorvino trở thành giám mục ở Khanbaliq (Bắc Kinh) thì người bạn Lucalongo của ông vẫn tiếp tục làm thương gia ở đó. Lucalongo thậm chí còn quyên góp một số tiền lớn để duy trì Giáo hội Công giáo ở địa phương.

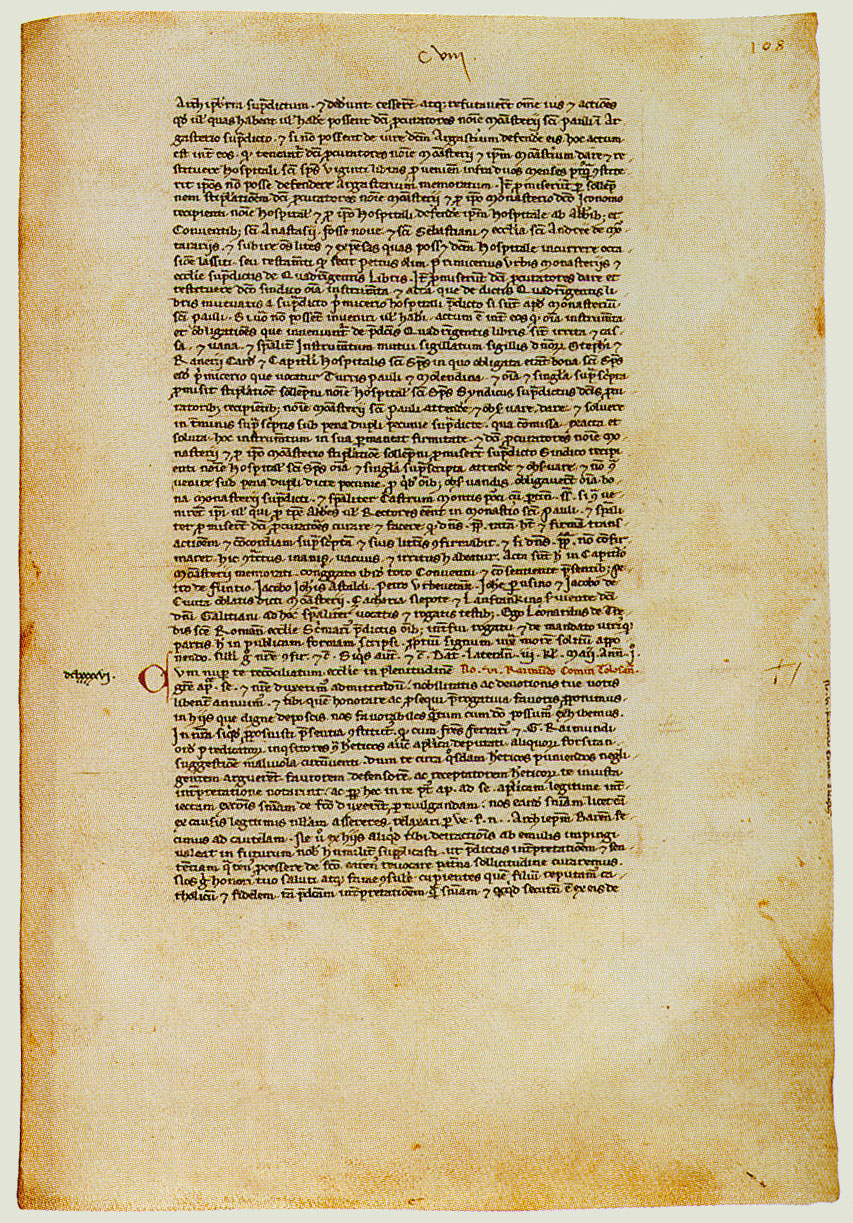
Nội dung bức thư của Giáo hoàng Innocent IV "gửi cho người cai trị và người dân Tatar", được Giovanni da Pian del Carpine chuyển tới Quý Do vào năm 1245

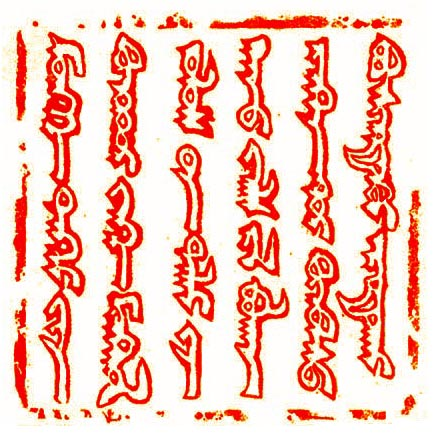
Con dấu của Quý Do sử dụng chữ Mông Cổ được tìm thấy trong một bức thư gửi cho Giáo hoàng La Mã Innocent IV vào năm 1246.

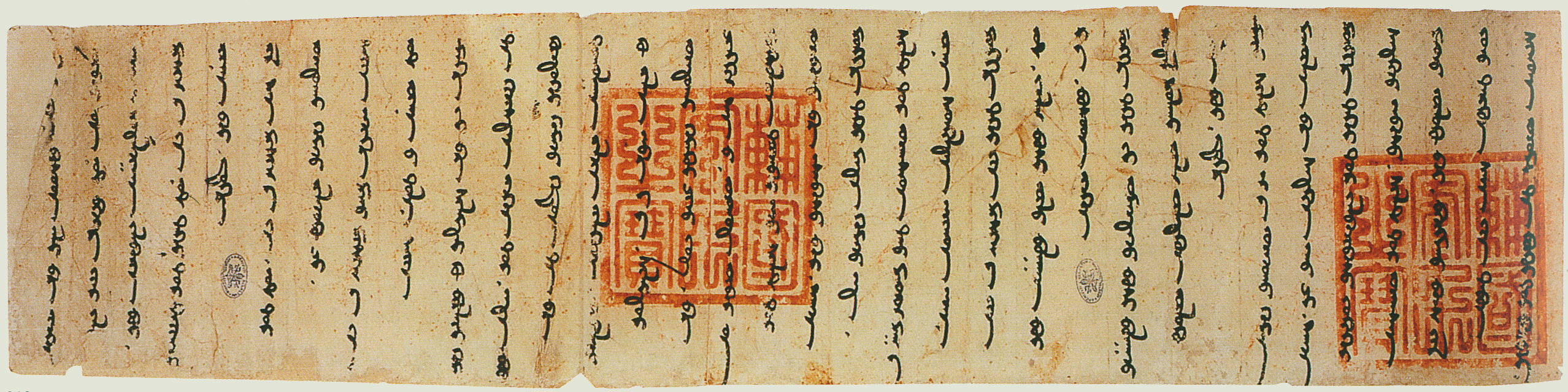
Thư của người cai trị Hãn quốc Y Nhi A Lỗ Hồn gửi cho Giáo hoàng Nicholas IV vào năm 1290

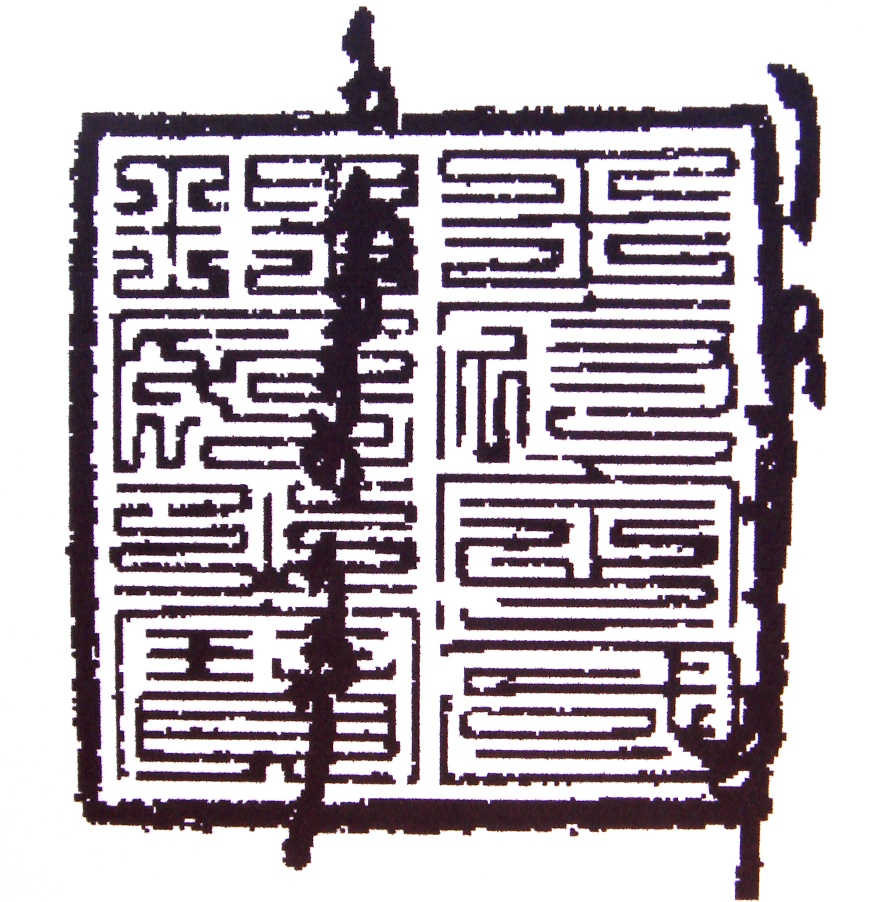
Con dấu của Hợp Tán trong bức thư gửi cho Giáo hoàng Boniface VIII vào năm 1302

André de Pérouse có đề cập đến khu kiều dân nhỏ của người Genova ở Zaytun (tức Tuyền Châu) vào năm 1326. Cư dân Ý nổi tiếng nhất của thành phố là Andalò da Savignone, ông được Hãn gửi đến phương Tây vào năm 1336 "để lấy "100 con ngựa và các kho báu khác." Sau chuyến thăm của Savignone, một đại sứ được cử đến Trung Quốc với một con tuấn mã mà sau này trở thành cảm hứng cho thơ ca và hội họa Trung Quốc.
Trong những người Venezia khác có một người đã chuyển thư từ Giovanni da Montecorvino đến phương Tây vào năm 1305. Năm 1339, một người Venezia tên Giovanni Loredano được ghi nhận là đã từ Trung Quốc trở về Venezia. Ở Dương Châu cũng phát hiện ra một bia mộ ghi là Catherine de Villioni, con gái của Dominici, qua đời vào năm 1342.
Nguyên sử (chương 134) có ghi chép về một người tên là Ai-sie (phiên âm của Joshua hoặc Joseph) đến từ Fu lin (tức Đông La Mã). Ông từng phục vụ cho Khã hãn Quý Do trong khoảng thời gian đầu. Vì thông thạo ngôn ngữ phương Tây, lại có kiến thức chuyên môn trong lĩnh vực y học và thiên văn học nên Hốt Tất Liệt đề nghị Ai-sie làm công việc quản lý ban y tế và thiên văn. Hốt Tất Liệt cuối cùng phong cho Ai-sie danh hiệu Hoàng tử Fu lin (tiếng Trung: 拂菻王 Phất Ma vương). Nguyên sử còn liệt kê tên con cái của Ai-sie theo phiên âm Trung Quốc, có thể bắt nguồn từ tên thánh bao gồm Elias (Ye-li-ah), Luke (Lu-ko) và Antony (An-tun), cùng với một cô con gái tên là A-na-si-sz.

## Truyền giáo và ngoại giao
Nhà thám hiểm kiêm tổng giám mục người Ý Giovanni da Pian del Carpine và thầy dòng kiêm lữ khách người Ba Lan Benedykt Polak là những đặc sứ đầu tiên được Giáo hoàng Innocent IV cử đến Karakorum vào năm 1245. Pian del Carpini từng viết cuốn Ystoria Mongalorum kể lại hành trình của ông và sơ lược lịch sử về người Mông Cổ. Các nhà truyền đạo Công giáo sớm hình thành một sự hiện diện đáng kể ở Trung Quốc nhờ chính sách khoan dung tôn giáo của người Mông Cổ, mà trong đó không thể không kể đến công lao to lớn của Hãn và sự khuyến khích cởi mở đối với sự phát triển thương mại, cũng như tri thức mới mẻ. Nhà sử học người Anh thế kỷ 18 Edward Gibbon có nhận xét về chính sách khoan dung tôn giáo của người Mông Cổ và đi sâu hơn khi so sánh "luật tôn giáo" của Thành Cát Tư Hãn với những ý tưởng tương đương đồng do nhà triết học người Anh thời Khai sáng John Locke đưa ra.
Góa phụ của Quý Do là Hải Mê Thất cai trị Đế quốc Nguyên Mông với tư cách là nhiếp chính từ năm 1249 đến năm 1251. Năm 1250, các đại sứ Pháp gồm André de Longjumeau, Guy de Longjumeau và Jean de Carcassonne đến thăm triều đình của bà tọa lạc dọc theo sông Emin (giáp biên giới Kazakh - Trung Quốc). Họ đại diện cho hoàng đế Pháp Louis IX tặng quà cho bà và đề nghị liên minh quân sự. Hoàng hậu Hải Mê Thất xem những món quà đại sứ tặng là triều cống, và nhờ họ gửi quà đáp lễ tới nước Pháp. Bà còn gửi cho nhà vua Pháp lá thư yêu cầu ông phải phục tùng như chư hầu.
Năm 1279, nhà truyền giáo dòng Phan Sinh Giovanni da Montecorvino thừa lệnh Giáo hoàng Nicholas III đến Trung Quốc. Montecorvino đến Trung Quốc vào cuối năm 1293, sau đó ông dịch Tân Ước sang tiếng Mông Cổ và cải đạo 6000 người (có lẽ chủ yếu là người Alan, người Turk và người Mông Cổ hơn là người Hán). Ông đồng hành cùng với ba giám mục (Andre de Perouse, Gerard Albuini và Peregrino de Castello) và được Giáo hoàng Clement V tấn phong làm tổng giám mục Bắc Kinh vào năm 1307. Một cộng đồng người Armenia ở Trung Quốc mọc lên trong thời kỳ này và Giovanni da Montecorvino đã cải đạo họ sang Công giáo. Sau khi Montecorvino qua đời, Giovanni de Marignolli được phái đến Bắc Kinh để trở thành tổng giám mục mới từ năm 1342 đến năm 1346 nhằm duy trì ảnh hưởng của Cơ đốc giáo trong khu vực. Mặc dù Marignolli không được nhắc đến bằng tên trong Nguyên sử nhưng được sử liệu ghi lại là "người Frank" (Fulang) từng tặng cho triều đình Đế quốc Nguyên Mông một con chiến mã oai vệ làm triều cống.
Vào ngày 15 tháng 3 năm 1314, vụ ám sát Francis de Petriolo, Monaldo da Ancona và Anthony Cantoni xảy ra ở Trung Quốc. Nối tiếp là vụ giết hại giám mục James ở Tuyền Châu vào năm 1362. Những người tiền nhiệm của James là Andrew, Peregrinus và Gerard.
Thầy tu dòng Phan Sinh Odorico Mattiussi đến Trung Quốc để thăm các anh em tu sĩ ở Hàng Châu, Chương Châu từ năm 1304 đến năm 1330, mặc dù trong năm 1330 ông về lại châu Âu trước tiên. Ông có đề cập đến những tu sĩ dòng Phan Sinh ở Trung Quốc trong các ghi chép gọi là Intineraria.
Năm 1333, Giáo hoàng John XXII chính thức chọn Nicolaus de Bentra để thay thế Giovanni da Montecorvino. Tuy nhiên, có nhiều phàn nàn về sự vắng mặt của tổng giám mục vào năm 1338. Thỏa Hoan Thiết Mộc Nhĩ (hoàng đế cuối cùng của Nhà Nguyên ở Trung Quốc trước khi họ rút về Mông Cổ để lập nên triều đại Bắc Nguyên) đã gửi gửi một đoàn đại sứ bao gồm người Ý gốc Genova đến Giáo hoàng Benedict XII vào năm 1336 nhằm yêu cầu một tổng giám mục mới. Giáo hoàng hồi đáp lại bằng cách cho truyền công sứ và lãnh đạo giáo hội đến Khanbaliq vào năm 1342, trong đó có Giovanni de Marignolli.
Năm 1370, sau khi Nhà Nguyên sụp đổ và Nhà Minh được hình thành, Giáo hoàng cử một hội truyền giáo mới đến Trung Quốc. Trong đoàn có nhà thần học Guillaume du Pré làm tổng giám mục mới cùng với 50 tu sĩ dòng Phan Sinh. Tuy nhiên, hoàng đế Chu Nguyên Chương không chấp nhận việc truyền đạo. Vào tháng 9 năm 1371, ông nhờ một người châu Âu ở Trung Quốc tên là Niết Cổ Luân (捏古倫) gửi lá thư ngoại giao đến Đế quốc Đông La Mã. Ioannes V Palaiologos là hoàng đế Đông La Mã vào thời điểm Hồng Vũ Đế gửi thư. Nội dung bức thư tuyên bố cho hoàng đế Đông La Mã biết về việc Nhà Minh là triều đại mới thành lập. Theo nhà Hán học Emil Bretschneider (1888) thì giám mục Khanbaliq Nicolaus de Bentra và Niết Cổ Luân là cùng một người. Gần đây hơn, Edward N. Luttwak (2009) cũng cho rằng Nicolaus de Bentra và thương gia Niết Cổ Luân cũng là một người.
Thầy dòng William của Parto, Cosmas và Giovanni de Marignolli là một trong những giáo sĩ Công giáo ở Trung Quốc. Michel Le Quien (1661 – 1733) có ghi chép lại tên của những giám mục và tổng giám mục tiền nhiệm ở Khanbaliq trong cuốn Oriens Christianus.

## Tù nhân
Trong chuyến hành trình của mình từ năm 1253 đến năm 1255, tu sĩ dòng Phan Sinh Willem van Ruysbroeck có viết báo cáo về nhiều người châu Âu ở Trung Á. Ông mô tả những tù nhân người Đức bị bắt làm nô lệ và buộc phải khai thác vàng, chế tạo vũ khí sắt ở thị trấn Bolat của Mông Cổ, gần Talas, Kyrgyzstan. Tại thủ đô Karakorum, ông bắt gặp một người Paris tên là Guillaume de Buchier và một phụ nữ đến từ thành phố Metz tên Pâquette. Cả hai đều bị bắt ở Hungary khi quân Mông Cổ xâm lược châu Âu. Ông cũng đề cập đến người Hungary và người Nga, và biết được rằng có 30.000 người Alan lập thành đội cận vệ Asud của triều đình Mông Cổ tại Bắc Kinh.

## Sự lan truyền của thuốc súng Trung Quốc
Năm 1257, nhà truyền giáo Willem van Ruysbroeck đến thăm triều đình Mông Cổ của Mông Kha tại Karakorum và sau đó trở về châu Âu. Willem là bạn của nhà triết học kiêm tư tưởng khoa học người Anh Roger Bacon. Bacon chính là người sau này ghi lại công thức chế tạo thuốc súng sớm nhất ở châu Âu trong cuốn Opus Majus vào năm 1267. Công thức này mất hơn 2 thế kỷ để đến châu Âu kể từ khi người Trung Quốc mô tả nó lần đầu vào năm 1044 dưới thời Nhà Tống. Việc sử dụng sớm nhất của súng ống được ghi nhận là vào năm 1132 trong một cuộc vây hãm của chiến tranh Kim – Tống. Còn khẩu súng thần công cầm tay bằng đồng cổ nhất còn sót lại có niên đại vào năm 1288. Nhật Bản cũng có một bức tranh cuộn mô tả việc quân Nguyên sử dụng phích lịch pháo để tấn công samurai trong cuộc xâm lược Nhật Bản. Đến năm 1326, Walter de Milemete thực hiện tác phẩm nghệ thuật sớm nhất về súng ở châu Âu. Francesco Petrarca đã viết vào năm 1350 rằng đại bác đã xuất hiện như thưởng trong chiến trường châu Âu thời bấy giờ.

## Các phái bộ ngoại giao đến châu Âu

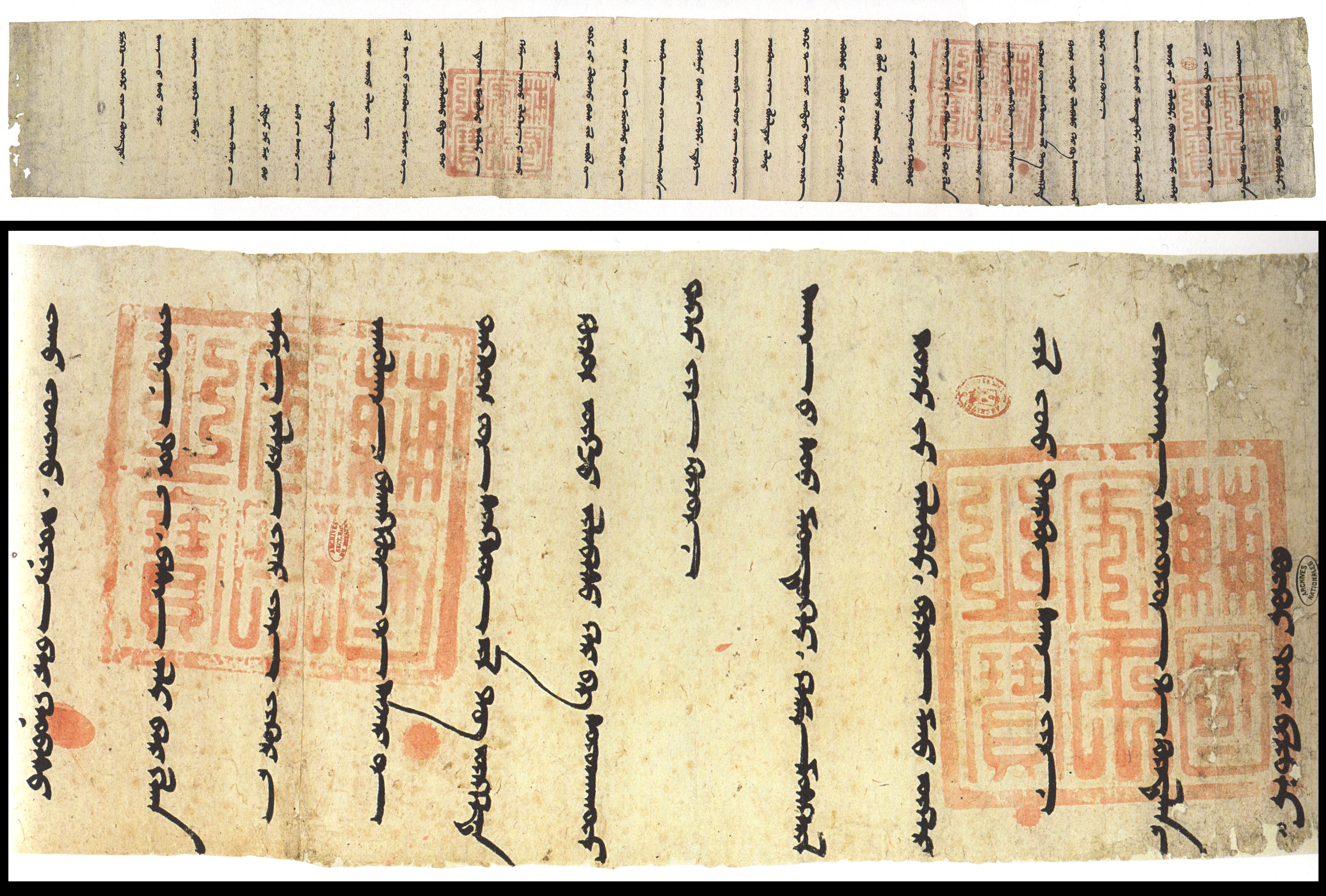
Trích bức thư bằng chữ Duy Ngô Nhĩ-Mông Cổ của A Lỗ Hồn gửi Philip IV vào năm 1289. Trong thư có đề cập đến Rabban Bar Sauma. Con dấu là của Đại Hãn ghi bằng chữ Hán: "辅国安民之宝", có nghĩa là "Con dấu của người đứng đầu Nhà nước và người mang lại hòa bình cho Nhân dân". Lá thư này lấy từ Viện lưu trữ quốc gia Pháp

Rabban Bar Sauma là người Duy Ngô Nhĩ theo Cảnh giáo sinh ra ở Trung Đô (sau này là Khanbaliq hoặc kinh đô Bắc Kinh của Nhà Kim do người Nữ Chân lãnh đạo). Năm 1287, ông được cử đến châu Âu với tư cách là đại sứ cho A Lỗ Hồn, người cai trị Hãn quốc Y Nhi và là cháu trai của Hốt Tất Liệt. Tiền nhiệm Markos là Isa Kelemechi, một người Assyria theo Cảnh giáo phục vụ cho triều đình Hốt Tất Liệt với công việc là quan thiên văn ở Khanbaliq. A Lỗ Hồn từng cử diện kiến Giáo hoàng Honorius IV vào năm 1285. Ở thập kỷ trước đó, Bar Sauma lúc đầu dự định hành hương qua Cam Túc và Hòa Điền (ở Tây Bắc Trung Quốc) đến Jerusalem, nhưng cuối cùng lại dành thời gian ở Armenia và Baghdad để tránh vướng vào các cuộc xung đột vũ trang gần đó. Ông có đi cùng với một tín đồ Cảnh giáo người Duy Ngô Nhĩ khác tên Rabban Markos. Markos là thượng phụ của Giáo hội Cảnh giáo khuyên A Lỗ Hồn nên để cho Bar Sauma dẫn đầu phái đoàn ngoại giao đến châu Âu.
Bar Sauma là người nói tiếng Trung, tiếng Ba Tư và tiếng Duy Ngô Nhĩ cổ. Ông đi cùng với một nhóm cộng sự người Ý làm nghề biên dịch viên và với những người châu Âu giao tiếp với ông bằng tiếng Ba Tư. Bar Sauma được biết đến là người đầu tiên du hành từ Trung Quốc đến châu Âu. Mục đích ông đến đó là để hội họp với Hoàng đế Đông La Mã Andronikos II Palaiologos, Philippe IV của Pháp, Edward I của Anh và Giáo hoàng Nicholas IV (kế vị không lâu sau khi Giáo hoàng Honorius IV qua đời) nhằm thành lập liên minh chống lại Vương quốc Hồi giáo Mamluk. Nhà sử học Edward N. Luttwak mô tả việc triều đình hoàng đế Andronikos II được đoàn sứ giả Cảnh giáo viếng thăm giống như "nhận thư từ sui gia ở Bắc Kinh," vì Hốt Tất Liệt là cháu trai của Thành Cát Tư Hãn và Andronikos có hai chị em cùng cha khác mẹ kết hôn với chắt của Thành Cát Tư Hãn. Khi đi xa hơn về phía tây, Bar Sauma chứng kiến một trận thủy chiến giữa các dòng Angevin với Vương quốc Aragon tại Vịnh Napoli ở Ý vào tháng 6 năm 1287. Lúc này Bar Sauma đang ở với Charles Martel thành Anjou khi cha ông là Charles II của Napoli lúc bấy giờ bị giam cầm ở Aragon (nay thuộc Tây Ban Nha). Bên cạnh mong muốn được chứng kiến các điểm đến, nhà thờ và di tích Kitô giáo, Bar Sauma cũng thể hiện sự quan tâm đến giáo dục đại học và chương trình giảng dạy ở Paris. Điều mà nhà sử học Morris Rossabi cho rằng nó thật kỳ lạ nếu xét từ quan điểm của ông và các nền giáo dục như Madrasa ở Hồi giáo Ba Tư và Nho giáo ở Trung Quốc. Mặc dù Bar Sauma đã cố gắng đảm bảo cho cuộc hội kiến giữa các nhà lãnh đạo thành công tốt đẹp, đồng thời chuyển thông điệp của họ đến A Lỗ Hồn nhưng không có bất kỳ vị vua Kitô giáo nào thực sự cam kết liên minh trọn vẹn với Mông Cổ.

## Nối lại quan hệ với Nhà Minh

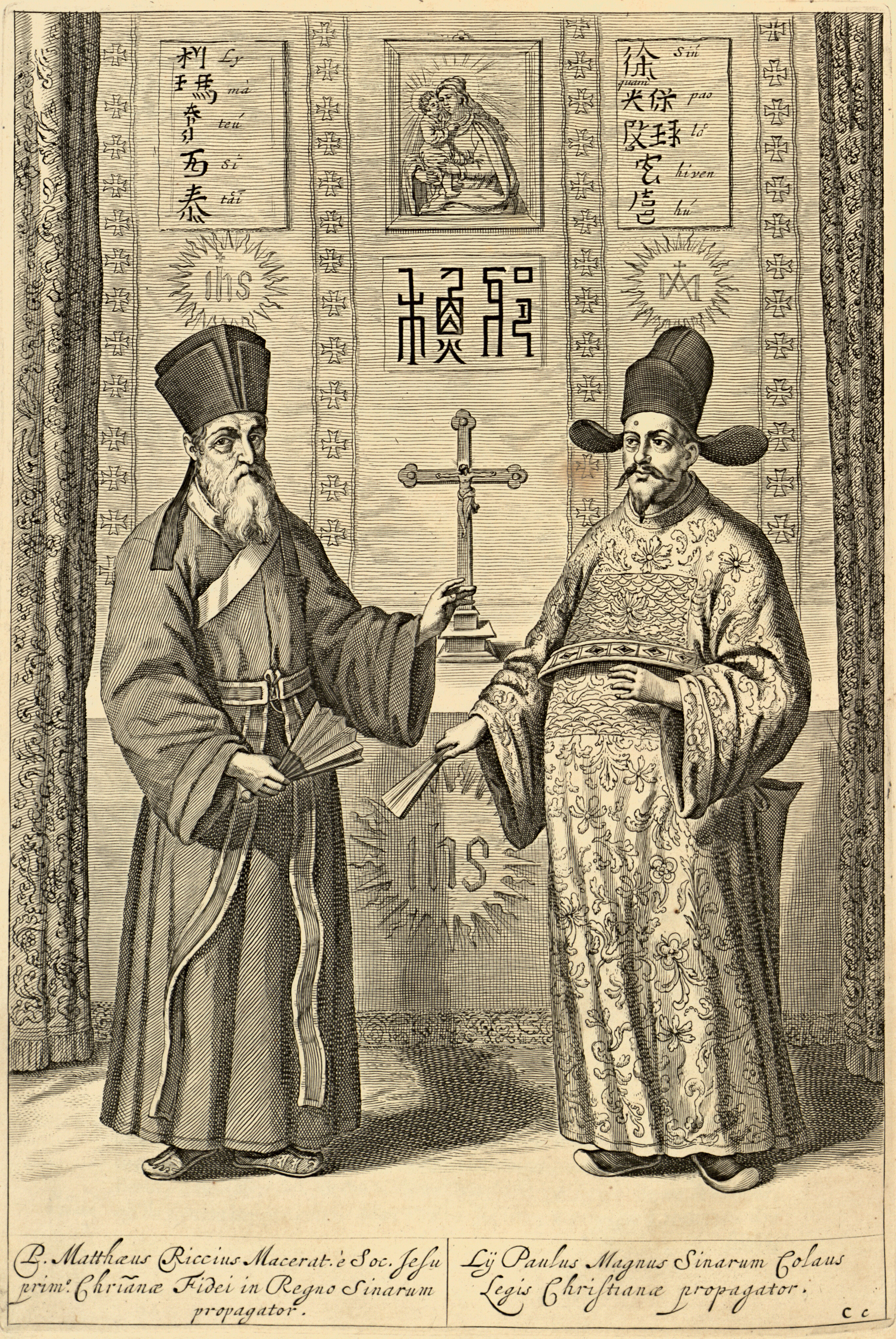
Tu sĩ Dòng Tên người Ý Matteo Ricci (trái) và nhà toán học Trung Quốc Từ Quang Khải (phải) xuất bản ấn bản tiếng Trung về Tiên đề Euclid (幾何原本) vào năm 1607

Năm 1368, Nhà Nguyên sụp đổ trong bối cảnh các cuộc khởi nghĩa của quân Khăn Đỏ nổ ra. Thủ lĩnh người Hán của cuộc khởi nghĩa là Chu Nguyên Chương sau này lên ngôi hoàng đế và thành lập Nhà Minh. Mối giao thương và liên lạc trực tiếp với châu Âu kể từ đó bị ngưng trệ cho đến thế kỷ 16, khi người Bồ Đào Nha tiến hành các cuộc phát kiến địa lý. Nhà thám hiểm người Bồ Đào Nha đầu tiên đổ bộ vào miền nam Trung Quốc là Jorge Álvares. Ông đến đảo Nội Linh Đinh ở đồng bằng Châu Giang vào tháng 5 năm 1513 để tham gia giao thương. Người tiếp theo đến Trung Quốc là Rafael Perestrello, em họ của vợ Cristoforo Colombo. Perestrello cập bến Quảng Châu vào năm 1516 sau một chuyến hải trình từ thuộc địa Malacca mà Bồ Đào Nha mới chinh phục thời điểm đó. Năm 1517, thương nhân Fernão Pires de Andrade thất bại trong sứ mạng của mình và bị chính quyền Nhà Minh tống giam. Tuy nhiên, mối quan hệ giữa Bồ Đào Nha và Trung Quốc tiếp tục êm đẹp khi thống đốc đặc khu thương mại Ma Cao đầu tiên là Leonel de Sousa đã ký hiệp ước Bồ-Trung vào năm 1554. Những tác phẩm của Gaspar da Cruz, Juan Gonzáles de Mendoza và Antonio de Morga đều tác động đến cách nhìn và cách hiểu của phương Tây về Trung Quốc lúc bấy giờ. Chúng cung cấp thông tin chi tiết phức tạp về xã hội và món hàng thương mại của quốc gia này.
Nhà truyền giáo Dòng Tên người Ý Matteo Ricci là người châu Âu đầu tiên được mời vào Tử Cấm Thành ở Bắc Kinh (trong thời kỳ Vạn Lịch Đế trị vì). Năm 1602, ông xuất bản bản đồ thế giới bằng tiếng Trung giới thiệu sự tồn tại của lục địa châu Mỹ đến các nhà địa lý Trung Quốc. Ông đến Ma Cao vào năm 1582, năm mà ông bắt đầu học tiếng Trung và tìm hiểu về nền văn hóa Trung Hoa cổ đại. Tuy nhiên, ông lại không biết gì về những sự kiện xảy ra tại đó sau khi dòng Phan Sinh ngừng truyền đạo và sự thành lập của nhà Minh vào giữa thế kỷ 14. Từ đó trở đi, sự trỗi dậy của thế giới Hồi giáo tạo nên trở ngại với phương Tây trong việc tiếp cận vùng Đông Á, và ngoại trừ những chuyến hành trình tìm kho báu vĩ đại của đô đốc Trịnh Hòa, nhà Minh đã thi hành chính sách bế quan tỏa cảng khiến nó ngừng quan hệ ngoại giao với các nước phương xa. Tuy nhiên, chính sách này không được thi hành một cách nghiêm ngặt nên sự buôn bán giữa các nước vẫn diễn ra như thường.